# Yunus Konak
Yunus Emre Konak (Batman, 10 de enero de 2006) es un futbolista turco. Juega de pivote y su equipo actual es el Brentford Football Club de la Premier League, máxima categoría del fútbol inglés.

## Trayectoria
Comenzó a jugar al fútbol en Batman Tüpraşspor con 8 años, club de su ciudad natal, donde realizó su formación infantil. A sus 12 años fue reclutado por Sivasspor, equipo profesional turco, por lo que dejó a su familia y se instaló en las instalaciones del club para comenzar su formación juvenil.
Ganó el campeonato sub-17 con Sivasspor por lo que fue ascendido al primer equipo para la temporada 2023-24, el entrenador Servet Çetin confió en Yunus a pesar de su juventud.
Debutó como profesional el 13 de agosto de 2023, fue titular para enfrentar a Samsunspor en la fecha 1 del campeonato turco y empataron 1-1. Su primer juego lo disputó con 17 años y la camiseta número 72.
Fue fichado por Brentford el 11 de enero de 2024, un día después de su cumpleaños 18, firmó contrato con el club inglés hasta mediados de 2029. Debido a una lesión no tuvo minutos en el resto de la temporada 2023-24.
Debutó en el club inglés el 28 de agosto de 2024, ingresó al final del partido contra Colchester United en la segunda ronda de la Copa de la Liga y ganaron 0-1. Por Premier League tuvo sus primeros minutos contra Tottenham en la fecha 5, pero fueron derrotados 3-1.

## Selección nacional
Ha sido internacional con la selección de fútbol de Turquía en las categorías juveniles sub-18 y sub-21.

## Estadísticas

### Clubes
Actualizado al último partido citado el 25 de mayo de 2025.
| Club                       | Div.          | Temporada     | Liga  | Liga  | Liga   | Copas nacionales | Copas nacionales | Copas nacionales | Copas internacionales | Copas internacionales | Copas internacionales | Total | Total | Total  |
| Club                       | Div.          | Temporada     | Part. | Goles | Asist. | Part.            | Goles            | Asist.           | Part.                 | Goles                 | Asist.                | Part. | Goles | Asist. |
| -------------------------- | ------------- | ------------- | ----- | ----- | ------ | ---------------- | ---------------- | ---------------- | --------------------- | --------------------- | --------------------- | ----- | ----- | ------ |
| Sivasspor K. Turquía       | 1.ª           | 2023-24       | 17    | 0     | 1      | -                | -                | -                | —                     | —                     | —                     | 17    | 0     | 1      |
| Sivasspor K. Turquía       | Total club    | Total club    | 17    | 0     | 1      | 0                | 0                | 0                | 0                     | 0                     | 0                     | 17    | 0     | 1      |
| Brentford F. C. Inglaterra | 1.ª           | 2023-24       | 0     | 0     | 0      | -                | -                | -                | —                     | —                     | —                     | 0     | 0     | 0      |
| Brentford F. C. Inglaterra | 1.ª           | 2024-25       | 10    | 0     | 0      | 2                | 0                | 0                | —                     | —                     | —                     | 12    | 0     | 0      |
| Brentford F. C. Inglaterra | 1.ª           | 2025-26       | 0     | 0     | 0      | -                | -                | -                | —                     | —                     | —                     | 0     | 0     | 0      |
| Brentford F. C. Inglaterra | Total club    | Total club    | 10    | 0     | 0      | 2                | 0                | 0                | 0                     | 0                     | 0                     | 12    | 0     | 0      |
| Total carrera              | Total carrera | Total carrera | 27    | 0     | 1      | 2                | 0                | 0                | 0                     | 0                     | 0                     | 29    | 0     | 1      |
| 1.                         |               |               |       |       |        |                  |                  |                  |                       |                       |                       |       |       |        |

### Selección
Actualizado al último partido citado el 8 de junio de 2025.
| Selección         | Temporada         | Continental | Continental | Continental | Mundial | Mundial | Mundial | Amistosos | Amistosos | Amistosos | Total | Total | Total  |
| Selección         | Temporada         | Part.       | Goles       | Asist.      | Part.   | Goles   | Asist.  | Part.     | Goles     | Asist.    | Part. | Goles | Asist. |
| ----------------- | ----------------- | ----------- | ----------- | ----------- | ------- | ------- | ------- | --------- | --------- | --------- | ----- | ----- | ------ |
| Sub-18 Turquía    | 2023              | —           | —           | —           | —       | —       | —       | 5         | 0         | 0         | 5     | 0     | 0      |
| Sub-18 Turquía    | Total sel.        | 0           | 0           | 0           | 0       | 0       | 0       | 5         | 0         | 0         | 5     | 0     | 0      |
| Sub-21 Turquía    | 2023-24           | 2           | 0           | 0           | —       | —       | —       | 2         | 0         | 0         | 4     | 0     | 0      |
| Sub-21 Turquía    | 2024-25           | 3           | 0           | 0           | —       | —       | —       | 6         | 0         | 0         | 9     | 0     | 0      |
| Sub-21 Turquía    | Total sel.        | 5           | 0           | 0           | 0       | 0       | 0       | 8         | 0         | 0         | 13    | 0     | 0      |
| Total selecciones | Total selecciones | 5           | 0           | 0           | 0       | 0       | 0       | 13        | 0         | 0         | 18    | 0     | 0      |
| 1.                |                   |             |             |             |         |         |         |           |           |           |       |       |        |

## Palmarés

### Distinciones individuales
| Distinción                                                                             | Año  |
| -------------------------------------------------------------------------------------- | ---- |
| Parte de los 60 mejores jugadores jóvenes del mundo para The Guardian (categoría 2006) | 2023 |